# التقوقع في الألعاب
التقوقع هو أسلوب في اللعب يُعنى بتعزيز الدفاع إلى أقصى حد، مع تقليل أو إهمال الجانب الهجومي. ويسعى اللاعب الذي ينتهج هذه الاستراتيجية إلى تحصين نفسه من المخاطر، مكتفياً بترسيخ مواقعه، في حين يُغري خصومه بارتكاب أخطاء نتيجة محاولاتهم المستميتة لاختراق خطوطه الدفاعية.
ويُلاحظ أن كثيراً من الألعاب الحديثة تُصمَّم بحيث تعاقب مَن ينتهج استراتيجية التقوقع، عبر آليات داخلية تَحُدُّ من فاعليته، كتقليص الموارد، أو تقويض قدرة المناورة، أو فرض مؤقّت زمني للحسم.
ويُستقى مصطلح "التقوقع" مجازاً من سلوك السلحفاة حين تشعر بالتهديد، فتنكمش داخل صدفتها الصلبة، وتكفّ عن الحركة حتى يزول الخطر. وكذلك اللاعب المتقوقع، ينكفئ إلى دفاعاته، ويتجنّب الخروج إلى ساحة المخاطرة خشية أن يُباغَت بهجمة حاسمة تُنهي أمره.
ويُقال عن مثل هذا اللاعب: "اتخذ لنفسه قوقعة"، أي أنه آثر البقاء داخل نطاقه الحصين، على الانخراط في مواجهة مباشرة مع الخصم.

## ألعاب القتال
في عالم ألعاب القتال، ولا سيما ذات الرسوم ثنائية الأبعاد، تنتشر استراتيجية تُعرف بـالتقوقع. وتعتمد على صبّ كل أدوات اللعب في تعزيز الدفاع بالتزامن مع توخّي الصبر، وضبط التوقيت، الوضعيّة المحكمة، واتباع هجمات آمنة نسبيًا لتمرير الوقت وتقليص فرص الأخطاء المعرضة للعقاب. وقد يُعدّ هذا الأسلوب مفيدًا جدًّا في المباريات ذات المؤقت الزمني، إذ يمكن للاعب أن يحقق ضررًا طفيفًا ويكسب النقاط بفعل انتهاء الوقت لصالحه. كما يسعى من يتقوقع إلى جرِّ خصمه إلى ارتكاب هفوات بينما يقي نفسه من الخطر.
ومن حيث آليات اللعبة، غالبًا ما تُضبط الألعاب لتقويض فعالية التقوقع، عبر مكافآت للتنشط، مثل سرعة تراكم عدّاد "الهجوم الفائق" عند استخدام هجمات هجومية، أو تخفيضه عند الصدّ أو التراجع. كما تزيد الألعاب من تنوع مواقع الضرب المحتملة، ما يجعل من تكهن المدافع بأماكن الهجوم مهمة أشدّ صعوبة.
في تجربة سوبر سماش برذرز، يتقلص درع الشخصية مع كلّ استخدام وتلقّي ضرر، ثمّ يتجدّد إذا تُرك دون استخدام. ويُمكن اختراقه أو ضرب مناطق مكشوفة خارج الدرع، ويصغر الدرع تدريجيًّا بحجم الشخصية، فإذا تقلّص كثيرًا فإنه يتحطّم ويصيح اللاعب مشلولًا مؤقتًا. ومع ذلك، يظل التقوقع ممكنًا تمامًا لدى الشخصيات المعتمدة على المقذوفات، لتوفر لها الضغط المستمر والغطاء بعيد المدى.

## ألعاب الاستراتيجية في الزمن الحقيقي
يُعدّ أسلوب التقوقع من أكثر الاستراتيجيات شيوعًا في ألعاب الاستراتيجية الزمنية المباشرة، حيث يُفضّل اللاعب الدفاع المطلق على الهجوم، فيكرّس جهده لحماية أرضه دون سعي فعلي لاجتياح الخصم.
ويعتمد هذا النهج على فرض ضغط نفسي وميداني على الخصم، إذ يُضطر للهجوم مرارًا وتكرارًا، حتى تنفد موارده أو تُستنزف طاقته الإنتاجية. وغالبًا ما يتجلّى التقوقع في إنشاء عدد كبير من الأبراج الدفاعية، والمنصات المدفعية، والهياكل الحصينة التي تطلق النيران تلقائيًا على كل متسلل.
وفي حالات متقدّمة، يُدْعَم الجيش المتقوقع بقطع مدفعية بعيدة المدى، تحرم العدو من مهاجمة التحصينات بأمان، وتردّ العدوان قبل أن يبلغ مدى الأذى.
غير أن لهذا الأسلوب ثغراتٌ قاتلة. فإنّ بعض الوحدات الهجومية قد تفوق التحصينات مدىً (كالمنجنيقات والمدفعيات)، أو تمتاز بخفة الحركة وصلابة البنيان، فتجتاح الدفاعات بسرعة قبل أن تنالها الأضرار.
وحين يعتمد اللاعب المتقوقع على ممرات ضيقة (نقاط الاختناق)، قد تنهار استراتيجيته إذا اخترقها العدو، فدمّر مصادر الإنتاج ثم انتقل إلى غيرها، مستغلًا تفوّقه العددي أو توازن التعزيزات التي يُحكم إنتاجها على مراحل.
كما أنَّ مَن يُفرط في الدفاع يفقد ميزة التوسّع، فلا يسيطر على رقع الموارد المنتشرة في الخريطة، وبهذا يُفسِح المجال للعدو ليجمعها ويبني بها جيشًا أقوى. ويزداد هذا الخطر في الخرائط الواسعة التي تحوي عدّة نقاط للموارد وعددًا قليلاً من اللاعبين، ما يُضاعف قيمة كل موقع.

## في ظروف اللعب التنافسي الجماعي
في ظل ظروف اللعب الجماعي التنافسي، تكون الموارد الأولية محدودة، وتقوم استراتيجية التقوقع على توجيه تلك الموارد كلها نحو التحصين، متجاهلةً الأهداف الأخرى، وأهمها الهجوم والسيطرة على مصادر الدخل الجديدة. وأثناء انكفاء اللاعب المتقوقع داخل درعه الدفاعي، يكون اللاعب الهجومي قد سيطر على بقية الخريطة، مما يتيح له تراكمًا كبيرًا من الموارد، يُمكّنه من بناء قوات ضخمة – منها المدفعيات التي تفوق مدى الدفاعات، بل وحتى الأسلحة الفائقة عند توفرها – والانقضاض عليه من عدة جهات.

## ألعاب الاستراتيجية بنظام الأدوار
تظهر استراتيجية التقوقع كذلك في ألعاب الاستراتيجية القائمة على تبادل الأدوار. وأجلى مثال على ذلك لعبة ريسك (Risk) الكلاسيكية؛ إذ يعمد فيها اللاعب إلى تجميع جيوشه في موقع واحد دون مهاجمة أحد. ومع مرور الزمن، يزداد اللاعب المتقوقع قوةً، لأن الآخرين يتفادون مهاجمته خشية الإنهاك دون غنيمة. وهكذا، يستغل هذا اللاعب النزعة الأنانية لدى خصومه لمصلحته، حتى يقوى ويبدأ بتصفيتهم تباعًا.
وقد اقترح المراجع إحسان هنري، في كتابه *الدبلوماسية الكاملة*، حلاً لهذه المعضلة عبر التعاون الجماعي لإسقاط المتقوقع قبل استفحاله.
ويصحّ هذا التوصيف في الألعاب المبنية على الاقتصاد والموارد كذلك، إذ تمتاز ألعاب الأدوار بمساحة بحث وتطوير أوسع من ألعاب الزمن الحقيقي، مما يجعل استراتيجية التقوقع تعتمد على خفض الإنفاق العسكري والتركيز على التقدّم العلمي والبناء الاقتصادي، إلى أن تتوفر القدرة على إنتاج قوات متقدمة فتاكة.

## ألعاب الطاولة المصغرة والألعاب اللوحية الاستراتيجية
تُعدّ استراتيجية التقوقع حاضرة أيضًا في كثير من الألعاب غير الرقمية. ففي ألعاب القتال المصغّرة على الطاولة، يكون النصر غالبًا مرهونًا بعدد وحدات العدو المدمّرة. ومن خلال انتظار خصمه لبدء الهجوم، يكتسب اللاعب المتقوقع أفضلية تكتيكية في العديد من الأنظمة. ولهذا السبب، قامت بعض الألعاب باعتماد أنظمة نصر قائمة على السيطرة الميدانية، للحد من فعالية هذا الأسلوب.
وكذلك تُستخدم استراتيجية التقوقع في ألعاب اللوحة الاستراتيجية، حيث تتشابه محاسنها ومثالبها مع نظيراتها في ألعاب الاستراتيجية الرقمية، سواء في الزمن الحقيقي أو بنظام الأدوار.

## ألعاب الساحة متعددة اللاعبين التنافسية
في ألعاب الساحة الجماعية من نوع موبا، مثل دوتا 2 وليغ أوف ليجندز، تظهر استراتيجية التقوقع عبر تركيز اللاعبين على حماية قاعدة الفريق أو الحفاظ على خطوط (lanes) دون تقدم هجومي معتمدين على شخصيات تُعرف بـ"الحمل الكبير" ليصلوا إلى ذروة القوة في وقت متأخر من المباراة. وتقوم هذه الخطة على تأمين الموارد والخبرة وتحاشي النزاعات المباشرة، حتى يكتسب اللاعب ما يكفي من العتاد ليقلب المعادلة بقوة هجومه.
وتعد آلية "الذهب المعوّض" (comeback gold) أحد أبرز الأدوات التي تخدم هذه الاستراتيجية، فكلما تأخر اللاعب، حصد ذهبًا إضافيًا عند قتله، ما يمنحه فرصة تدارك فريق الخصم وتحويل المعركة لصالحه.
وعند ظهور شخصية "الحمل الكبير"، فإن من يعتمِد على الدفاع يُنتظر أن يتخطى المرحلة التمهيدية البطيئة لصالح هجوم منسق مدعوم بالعتاد، الأمر الذي يحوّل التقوقع إلى استراتيجية مكشوفة إذا لم يكن مصحوبًا بتنسيق فريق قوي.